# Maria Elektrine von Freyberg
Pour les articles homonymes, voir Freyberg.
Maria Elektrine von Freyberg (née le 14 mars 1797 à Strasbourg, morte le 1er janvier 1847) est une femme peintre allemande.

## Biographie
Elle est la fille du peintre Johann Baptist Stuntz (en) (1753–1847). Elle a visité la France et l'Italie, et a séjourné à Rome en 1821-1822. Elle a réalisé des peintures de sujets historiques, des portraits et des paysages.